# Prostitución en Bulgaria

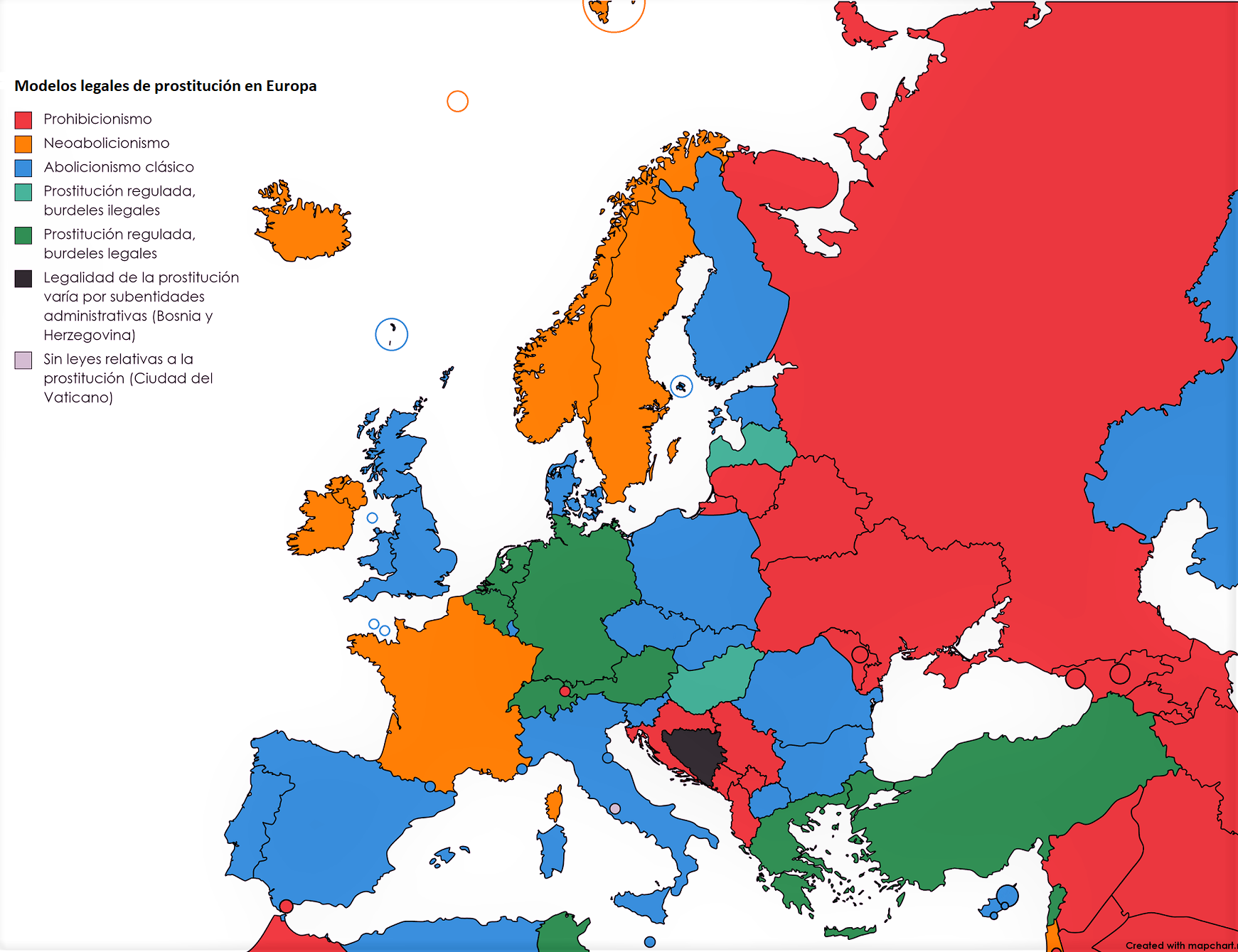
Prostitución en Europa. En azul oscuro, el modelo abolicionista clásico (prostitución no regulada, compra y venta de sexo legal, burdeles prohibidos) al que se adhiere Bulgaria.

La prostitución en Bulgaria sigue el modelo legal abolicionista, en el cual la prostitución autónoma es alegal, pero la prostitución organizada (burdeles, redes de prostitución y otras formas de proxenetismo) está prohibida. Debido a sus malas condiciones socioeconómicas, un gran número de mujeres romaníes están involucradas en la prostitución.
Bulgaria ha sido considerado uno de los principales exportadores de prostitutas a nivel europeo, habiendo ido muchas de ellas a trabajar a destinos como Bélgica. A finales de la década de los 2000, se estimaba que entre 11.000 y 21.000 búlgaras ejercían en el extranjero, generando una riqueza de entre 900 y 1800 millones de euros, de los cuales, entre el 15 y el 20% serían enviados de vuelta al país como remesas. Según ONUSIDA, para 2011 trabajarían en la prostitución unas 10.000 mujeres en Bulgaria, habiendo estimado la organización TAMPEP en 2009 que solo el 2% de las mismas serían extranjeras. En 2007, el gobierno búlgaro consideró legalizar y regular completamente la prostitución,pero abandonó la idea por presiones internacionales y de ONGs. Ese año, se estimó que el mercado sexual búlgaro generaba unas ganancias de 110 a 170 millones de leva.
El resort Slanchev Bryag (conocido como Sunny Beach en inglés; literalmente, "Playa Soleada"), en Nesebar, ha sido definido como un punto popular de turismo sexual dentro de Bulgaria.

## Situación legal
El artículo 155 del Código Penal prohíbe adquirir y mantener locales utilizados para la prostitución:
(1) Una persona que persuada a una persona para que practique la prostitución o actúe como proxeneta o proxeneta para realizar tocamientos indecentes o cópula, será castigada con pena de prisión de hasta tres años y con una multa de 1.000 a 3.000 BGN.
(2) Una persona que sistemáticamente pone a disposición de diferentes personas locales para tener relaciones sexuales o para actos de lascivia será castigada con privación de libertad de hasta cinco años y con una multa de 1.000 a 5.000 BGN.
(3) Cuando los actos contemplados en los párrafos 1 y 2 anteriores se hayan cometido con un objetivo venal en mente, la pena será de uno a seis años de prisión y una multa de 5.000 a 15.000 BGN.
(4) La persona que persuada u obligue a otra persona a usar drogas o análogos de las mismas con el fin de practicar la prostitución, realizar la cópula, la agresión al pudor, el coito o cualquier otro acto de satisfacción sexual con una persona del mismo sexo, será castigada con prisión de cinco a quince años y con una multa de 10.000 a 50.000 BGN
(5) Cuando se haya cometido el acto previsto en los párrafos 1 a 4:
1. por una persona que actúe por orden o en ejecución de una decisión de un grupo delictivo organizado;
2. con respecto a una persona menor de 18 años o una persona demente;
3. con respecto a dos o más personas;
4. repetidamente;
5. en las condiciones de una reincidencia peligrosa,
el castigo bajo los párrafos 1 y 2 serán penas de prisión de dos a ocho años y una multa de BGN cinco mil a quince mil, según el párrafo 3, prisión de tres a diez años y una multa de BGN diez mil a veinticinco mil, y según el párrafo 4, prisión de diez a veinte años y multa de cien mil a tres mil BGN.